# 물수건

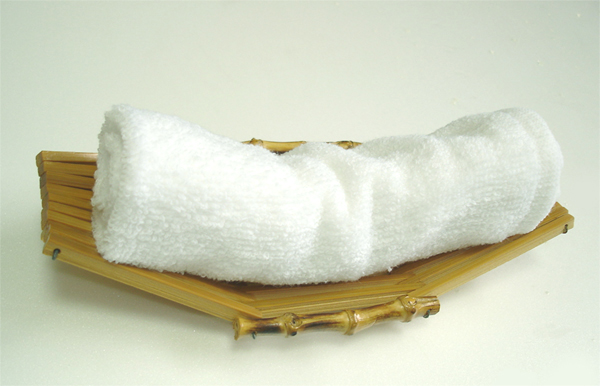
조그마한 대나무 스탠드 위에 올려져 있는 물수건

물수건(-手巾)은 손을 깨끗이 할 수 있게 내놓는 소독된 상태의 작은 천을 말한다. 주로 음식점등에서 자주 사용하며, 비닐포장되어 밀폐된 용기에 담겨 있는 경우가 많다. 물수건은 일본에서 처음 사용하기 시작하여 국제적으로도 일본어 명칭인 오시보리(おしぼり)가 그대로 통용되고 있다. 일본에서는 여름에 내놓는 차가운 물수건은 쓰메시보, 겨울에 내놓는 따뜻한 물수건은 아쓰시보로 따로 부르기도 한다.

## 같이 보기
- 물티슈